# Siergiej Gorłukowicz
Siergiej Wadimowicz Gorłukowicz (ros. Сергей Вадимович Горлукович, biał. Сяргей Вадзімавіч Гарлуковіч, Siarhiej Wadzimawicz Harłukowicz; ur. 18 listopada 1961 w Borunach) – rosyjski piłkarz białoruskiego pochodzenia występujący na pozycji obrońcy, reprezentant Związku Radzieckiego i Rosji, złoty medalista olimpijski, trener piłkarski.

## Kariera klubowa
Wychowanek szkoły sportowej w Mohylewie. Następnie występował w drużynach klubowych Białoruskiej SRR: Torpedzie Mohylew, Gomselmaszu Homel i Dynamie Mińsk. W 1986 przeniósł się do Moskwy by wzmocnić zespół Lokomotiwu.
W 1989 roku przeszedł do Borussii Dortmund, a w 1992 roku przeniósł się do Bayeru 05 Uerdingen. Po powrocie z Niemiec grał w lidze rosyjskiej: przez jeden sezon w Spartak-Ałanii Władykaukaz, z którą zdobył Mistrzostwo Rosji (1995), a następnie w Spartaku Moskwa, w barwach którego wywalczył kolejne tytuły mistrzowskie (1996, 1997, 1998) oraz Puchar Rosji (1998).
W kolejnych sezonach Gorłukowicz grał w drużynach Torpeda-ZIŁ Moskwa, Czkałowca-Olimpiku Nowosybirsk oraz Lokomotiwu Niżny Nowogród, a w 2002 roku zakończył karierę piłkarską jako zawodnik ormiańskiej Miki Asztarak.

## Kariera reprezentacyjna
W 1988 roku Gorłukowicz z olimpijską drużyną ZSRR zdobył złoty medal Igrzysk Olimpijskich w Seulu.
W latach 1988–1991 występował w seniorskiej reprezentacji Związku Radzieckiego. W jej barwach rozegrał 21 meczów, strzelając 1 bramkę. 
W reprezentacji Rosji rozegrał 17 spotkań. Uczestniczył w Mistrzostwach Świata 1990 we Włoszech, Mistrzostwach Świata 1994 w Stanach Zjednoczonych oraz w Mistrzostwach Europy 1996 w Anglii.

## Kariera trenerska
Po powrocie z Armenii podjął pracę jako trener-selekcjoner w Spartaku Moskwa. Następnie pracował w sztabie szkoleniowym Saturna Ramienskoje, o od 2005 roku prowadził drużynę SKA-Eniergija Chabarowsk. 3 maja 2007 został trenerem występującego w Pierwszej Dywizji (odpowiednik II ligi) zespołu Awangardu Kursk. W 2008 roku został trenerem Witiaziu Podolsk, a w 2009 roku ponownie został trenerem SKA-Eniergija Chabarowsk. W końcowym etapie kariery trenerskiej był szkoleniowcem klubów Bajkał Irkuck i FK Soczi.

## Sukcesy
Związek Radziecki (ol.)
- mistrzostwo olimpijskie: 1988

Spartak-Ałanija Władykaukaz
- mistrzostwo Rosji: 1995

Spartak Moskwa
- mistrzostwo Rosji: 1996, 1997, 1998
- Puchar Rosji: 1997/98